# 共同受信施設
共同受信施設（きょうどうじゅしんしせつ）は、集合住宅や山間部といったテレビ・ラジオの難視聴地域で放送波（電波）を共同で受信するための設備である。共聴施設とも呼ばれる。
主として都市部に集合住宅共同受信施設があり、山間部に難視聴解消共同受信施設があると言うことができ、共聴組合として組合組織で運営している施設もある。日本の地上デジタルテレビ放送への移行期において、特に難視聴地域が多い山間地の過疎地域を中心に、共同受信施設のデジタル化対応の改修が大きな課題となった。

## 概要
山間部の共同受信施設の場合、地元の組合が受信設備を自主的に設置または電力会社が設置した受信設備の運営を組合が引き継いだ「自主共聴」と日本放送協会（NHK）及び地元の組合が共同で受信設備を設置・運営している「NHK共聴」の2通りがある。2023年6月時点で自主共聴は約9700施設、NHK共聴は約5300施設が日本にあるとしている。これらの設備の運営費用は加入者である地区住民から徴収した会費にて賄っているが、NHK共聴については費用の一部をNHKが補助している。
集合住宅の共同受信施設の場合、周りの低層の建物も受信できるようにする場合がある。地上波だけではなく、BS放送やCS放送も受信できるようになっているところもある。

## 地上デジタル放送への移行（アナログ放送終了）に伴う改修
テレビ電波受信設備としてVHFアンテナのみを備え、従来のアナログ放送のみ受信可能な共同受信施設（特に東京周辺に多い）においては、地上デジタル放送を受信するためにUHFアンテナの設置が必要である。ただし、UHFアンテナがあっても、62chまでの受信は不可能な仕様により、地上デジタル放送が受信できない場合もあった。
老朽化でデジタル放送移行を機に共同受信施設を改修する場合、費用がかかるため、日本では国が改修費用の一部を補助する制度があった。また、アナログ放送終了を機に、域内に散在するデジタル放送への対応が困難な小規模の共同受信施設を統合する目的で、地方公共団体が情報技術インフラストラクチャーとして光ファイバーケーブルなどの有線通信回線を整備した上でデジタルテレビ放送をケーブルテレビ局に運営委託する事例や、地方公共団体がケーブルテレビ事業者となってデジタルテレビ放送をおこなう事例もある。